# 嚴泰
嚴泰（1458年—？），字時和，山西汾州人，民籍，明朝政治人物。

## 生平
弘治五年（1492年）壬子科山西鄉試第二十四名舉人。弘治九年（1496年）中式丙辰科會試第一百十五名，三甲第一百九十七名進士。授户部主事，督鈔蘇州，鈔关有便民小闸，後拜征税，嚴泰到任后免除，吴人歌谣曰：浒墅滩头无浊水，蘇州关上有青天。後歷官登州知府，廉平为山东之最。以介直忤時，抗疏归乡。丁母丧，终身不除服。

## 家族
曾祖嚴仲美；祖父嚴思忠；父嚴皛，母李氏。具庆下。